# Tengréla (ville)
Pour les articles homonymes, voir Tengréla.
Tengrélaest une ville de Côte d'Ivoire, dans le district des Savanes. Elle est située à l'extrême nord du pays à 108 km au nord de Boundiali, le chef-lieu de région à laquelle elle est reliée par voie bitumée. Elle se situe à la frontière avec le Mali. La plupart des habitants sont des Kadilés (Sénoufo) et des Dioulaba.

## Géographie

### Climat
Le climat est de type Aw dans la classification de Köppen : il est très chaud et très sec (du type du climat soudanais), avec, en décembre et janvier, l'harmattan, un vent puissant venu du Sahara, qui abaisse considérablement la température. La grande saison sèche (octobre - mai) précède la saison des pluies marquée par deux maxima pluviométriques, l'un en juin et l'autre en septembre,,.

### Végétation
La végétation de la région est celle de la savane arborée. De type soudanais, elle se présente comme l’association de forêts claires et de savane.

## Toponymie
Il existait sur la place publique du village de Tengrela de l’époque un lac auprès duquel se trouvait un arbre, le « Linguê », c’est-à-dire l’iroko. Le feuillage du « Linguê » en forme de fourche était appelé « tin ». Les voyageurs de passage accrochaient leurs bagages aux fourches « tin » et se reposaient. Ils disaient alors : « J’accroche mon bagage au « tin » et je me repose en dessous (grêna) ». L’actuel nom Tengrela serait donc dérivé de «Tingrena» qui veut dire «sous le tin». Par déformation linguistique, Tingrena deviendra « Tingrena » et, plus tard, « Tengrela ».

## Histoire
Kébé Ballo, chasseur venu de Daragani, petit village à 3 km du site actuel de la ville de Tengréla construisit la première case de la ville vers la fin du XVIe siècle, à côté du lac et d'un arbre. Cette case ronde, située au quartier sénoufo (katiône) à l’intérieur de laquelle a été construit un four pour conserver la viande, est toujours entretenue aujourd'hui.
René Caillié est passé par Tengréla lors de son célèbre voyage de Conakry à Tombouctou. Dans son récit de voyage publié en 1830, il fait une description fort peu amène des villages du nord de la Côte d'Ivoire. Il désigne la ville sous son nom ancien, Tingrera.
Le docteur François Crozat, un des explorateurs français du royaume mossi de 1890 à 1892, est aussi passé à Tengréla. Il y mourut le 27 août 1892 et il y fut inhumé.
La localité a été attaquée par Samory Touré mais ce dernier a dû reculer avec ses armes et ses sofas, pour revenir, seul et sans arme.

## Lieux et bâtiments notables
La mosquée de Samory Touré ou mosquée Bôgô Missiri, emblématique de la ville, est une mosquée de style soudanais construite en banco au XVIIe siècle par le maître maçon Massa Flatè. Sa construction aurait duré cinq ans. Elle se distingue par son architecture compacte avec très peu de contreforts. Le minaret se situe sur le côté oriental de la mosquée. Le bâtiment rectangulaire orienté d’Est en Ouest comprend une salle de prière à l’est et une cour à l’ouest réservée aux femmes. Elle a été classée en 2021 sur la liste du patrimoine mondial de l'UNESCO.
La ville comporte de nombreuses maisons à terrasse de type bambara.
La pierre sacrée de Papara, dans un village situé à 20 km de Tengréla, est renommé grâce à la célèbre artiste sénoufo Zélé de Papara.
Un vaste champ de karité sorti de terre après que les sofas de Samory Touré s'y soient reposés et y aient mangé des fruits de karité dont ils ont jeté les graines de part et d’autre.

## Administration
Créé en 9 juin 1969, le département de Boundiali s’étendait alors jusqu’à Tengréla. Tengréla est chef-lieu du département éponyme tel qu'il est aujourd'hui depuis 1974 et chef-lieu de sous-préfecture. Depuis 1978, il compte 27 communes de plein exercice.
| Date d'élection | Identité         | Parti    | Qualité         | Statut |
| --------------- | ---------------- | -------- | --------------- | ------ |
| 1980            |                  | PDCI-RDA | Homme politique | élu    |
| 1985            |                  | PDCI-RDA | Homme politique | élu    |
| 1990            |                  | PDCI-RDA | Homme politique | élu    |
| 1995            |                  | PDCI-RDA | Homme politique | élu    |
| 2001            | Diabaté Fnsongui | RDR      | Homme politique | élu    |
| 21 avril 2013   | Coulibaly Moussa | RDR      | Homme politique | élu    |
| 2018            | Ballo Bakary     | RHDP     | Homme politique | élu    |

Le département de Tengréla comporte la sous-préfecture de Kanakono.
Après les évènements de 2002, la ville, comme toutes les localités du nord du pays, a été placée sous l'administration du MPCI puis des Forces nouvelles de Côte d'Ivoire.

## Représentation politique
| Date d'élection | Identité       | Parti    | Qualité         | Statut |
| --------------- | -------------- | -------- | --------------- | ------ |
| 2001            | Traoré Adama   | PDCI-RDA | Homme politique | élu    |
| 11/12/2011      | Traoré MARIAME | RDR      | Homme politique | élu    |

Le mandat de l’Assemblée nationale élue en 2001 s'achevait le 16 décembre 2005. Mais, en raison de la crise politico-militaire de 2002, les élections législatives n'ont pas eu lieu et l’Assemblée nationale en place est demeurée en fonction et a conservé ses pouvoirs.

## Société

### Démographie
| 1920                                                             | 1946 | rec.1975 | Rec. 1988 | 1998 | Est. 2010 |
| ---------------------------------------------------------------- | ---- | -------- | --------- | ---- | --------- |
|                                                                  |      | 8 794    | 22 268    |      | 67 746    |
| Nombre retenu à partir de 1920 : Population sans doubles comptes |      |          |           |      |           |

### Éducation
Le département de Tengréla compte aussi une Institution de Formation et d'Éducation Féminine située au chef-lieu, l'un des 90 centres de cette nature existant dans le pays. Cette institution a pour objet de permettre aux femmes analphabètes, aux jeunes filles non scolarisées ou déscolarisées, aux femmes agricultrices de trouver une opportunité pour le développement d'aptitudes nouvelles permettant leur insertion ou leur autonomisation.

### Langues
Depuis l'indépendance du pays en 1960, la langue officielle dans toute la Côte d'Ivoire est le français.
La langue véhiculaire, parlée et comprise par la majeure partie de la population dans la région, est le dioula mais la langue vernaculaire de la région est le Sénoufo précisément le dialecte Kadilé .
Le français effectivement parlé dans le département de Tengréla, comme à Abidjan, est communément appelé le français populaire ivoirien ou français de moussa qui se distingue du français standard par la prononciation et qui le rend quasi inintelligible pour un francophone non ivoirien.
Le département de Tengréla accueillant de nombreux ivoiriens issus de toutes les régions du pays, toutes les langues vernaculaires du pays, environ une soixantaine, y sont pratiquées. Avec la présence dans la région de nombreux burkinabés venus travailler notamment dans les plantations de coton, présence accrue depuis 2002 et de nombreux Maliens venus pour le commerce qui se sédentarisent généralement avec le temps .

### Santé
Le manque de personnel qualifié se fait sentir, comme dans toute la région des savanes puisque pour les 4 départements qui la constituent, ceux de Boundiali, Korhogo, Tengréla et Ferkessédougou, 45 médecins exerçaient en 2001 et seulement 23 en 2005 pour une population totale de 1 215 000 habitants. Le nombre des infirmiers a également baissé de 254 à 67 sur cette même période.
Le département est une zone de grandes endémies, bien que l'onchocercose, couramment nommée ici la « cécité du fleuve », qui faisait des ravages dans les villages situés au bord des rivières et qui est à l'origine du nombre élevé d'aveugles, ait été efficacement éradiquée dans les années 1980 par la pulvérisation massive de pesticides au-dessus des rivières. Comme dans toutes les zones tropicales, l'hépatite due à la qualité aléatoire de l'eau, affecte beaucoup d'habitants, tout comme la bilharziose et le paludisme, propagé par un moustique, l'anophèle femelle. Pour lutter contre ce dernier, des ONG distribuent des moustiquaires imprégnées, la plupart des habitants n'ayant guère les moyens de s'offrir régulièrement de la quinine ou chloroquine. Toutefois, contrairement à ce qui est observé dans toutes les autres régions de grandes endémies du pays, on ne relève pas d'ulcère de Buruli dans le département de Tengréla, ni dans celui de Boundiali, alors que 22 000 cas avaient été détectés dans l'ensemble du pays en 2006, .
La lèpre sévit encore dans certains villages du département comme dans ceux de Danané, Man, Biankouma, Touba, Boundiali, Korhogo, Katiola, Dabakala et Béoumi. 856 nouveaux cas ont été dépistés en Côte d'Ivoire au cours de l'année 2007 et 1 367 malades sont actuellement en traitement, selon les autorités sanitaires du pays. De son côté, l'OMS estime à 500 000 le nombre de lépreux dans le monde et à plus d'un million, le nombre de personnes présentant des invalidités dues à la lèpre. La polychimiothérapie qui associe trois médicaments est le seul traitement qui guérit véritablement la lèpre. Efficace et gratuit, il est disponible dans tous les centres de santé du pays,.

## Économie
Le coton est la principale culture de la région mais elle est aussi le lieu de nombreux élevages de poulets, activité très insolite sous ces latitudes..

## Orpaillage clandestin
La localité de Tengrela est concernée par l'orpaillage clandestin, avec des sites d'extraction artisanale fonctionnant selon des mécanismes de régulation informels. Ces pratiques influencent la gouvernance locale et posent des défis en matière de sécurité et d'environnement.

## Flore et faune

### Flore
La région et la ville regorgent de flamboyants et d'hibiscus et la savane abrite des fromagers, des baobabs séculaires ainsi que des anacardiers, des nérés et des karités, « arbres miracle » dont le fruit peut se manger tel quel ou se transformer en « beurre » qui remplace l'huile et toutes les matières grasses dans les régions de savane et qui est aussi utilisé comme produit cosmétique.
On y retrouve aussi les habituels arbres à fleurs tropicaux tels que les frangipaniers, les bougainvilliers ou les acacias.

### Faune

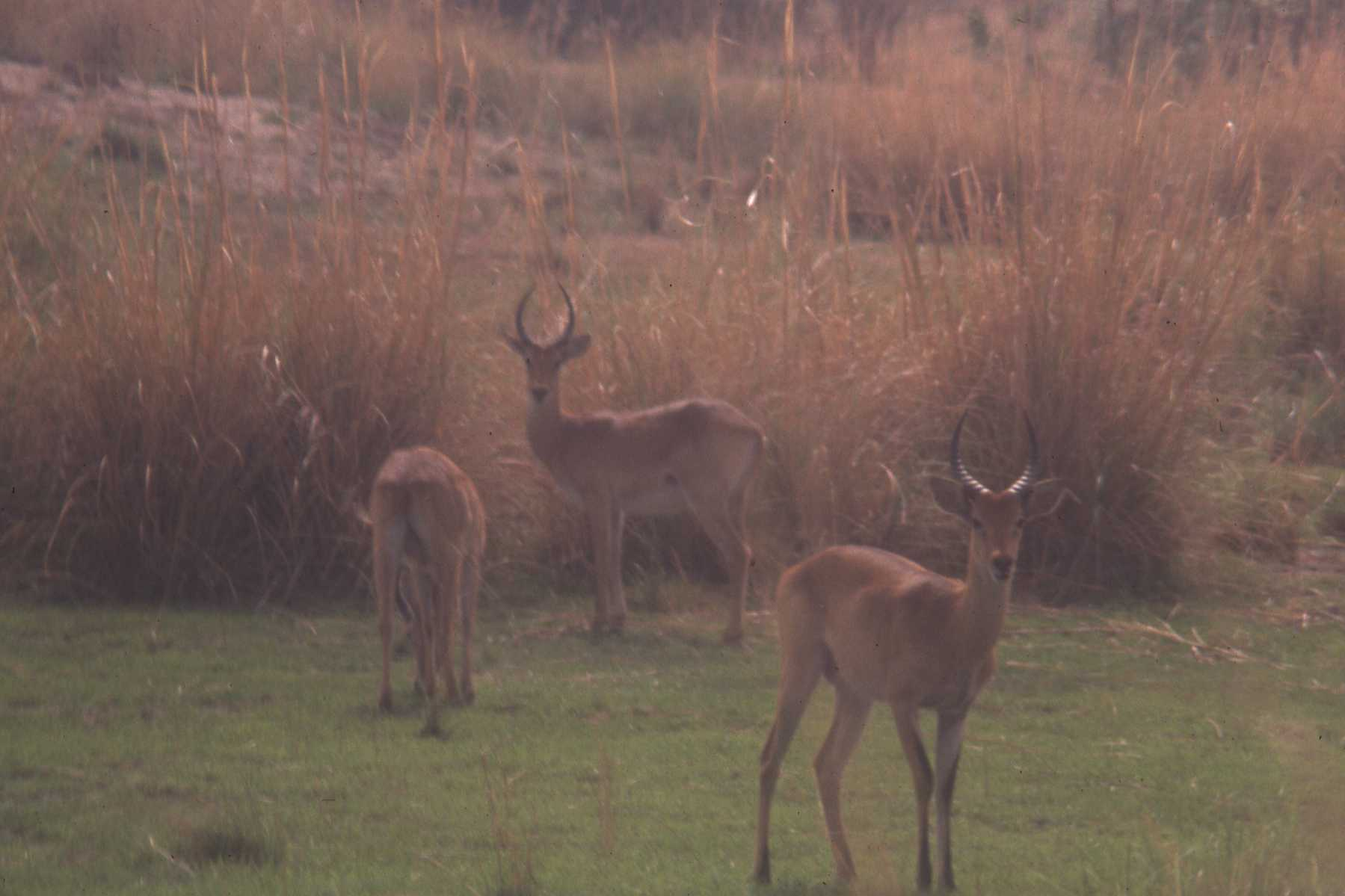
Antilopes

Dans la région vivent les calaos qui sont des animaux fétiches révérés par les sénoufos. On y croise aussi de nombreux babouins, des phacochères, des potamochères, des perdrix et des francolins ainsi que des antilopes, essentiellement des cobes de Buffon et des guib harnachés. On y trouve également beaucoup d'agoutis dont la chair est très appréciée et que l'on consomme dans les maquis.
On trouve aussi, dans la région, des mygales, des scorpions, des fourmis, en particulier les fourmis magnans, et des termites, qui construisent de gigantesques termitières et qui sont aussi nombreuses que leurs ennemies, les fourmis.

### Villages environnants
- Le village de Kolonza est un gros village situé dans le profond nord de la Côte d'Ivoire dans le département de Tengréla, précisément à 26 km de voie non bitumée à ce jour. Kolonza fait partie du Canton Nafana comprenant 12 villages : Doubasso, M'basso Tiongoli, Tamania, Ziekoundougou, Kokari, Iribasso, Kapégué, Koulosson, Kolonza, Zanasso et Papara (chef-lieu de canton). Ce canton majoritairement sénoufo à une culture folklorique diversifiée et variant d'un village à l'autre. Le balafon qui caractérise l'instrument musical sénoufo se retrouve dans pratiquement chaque genre de danse. Les peuples de Kolonza restent fidèles à leur vieille pratique ; car de nos jours, jeunes comme vieux maîtrisent encore les vertus de la nature (plante et terre). On y trouve aussi beaucoup de familles qui pratiquent la religion musulmane. Kolonza bénéficie du raccordement électrique en 2019 grâce au Programme Social.
- Le village de Foulabougou a été fondé en 1964 par des migrants peuls issus du Mali voisin et constitue un des très rares villages "en dur" ou vit cette population nomade qui est d'ordinaire regroupée dans des campements.